# Лізен Олександр Михайлович

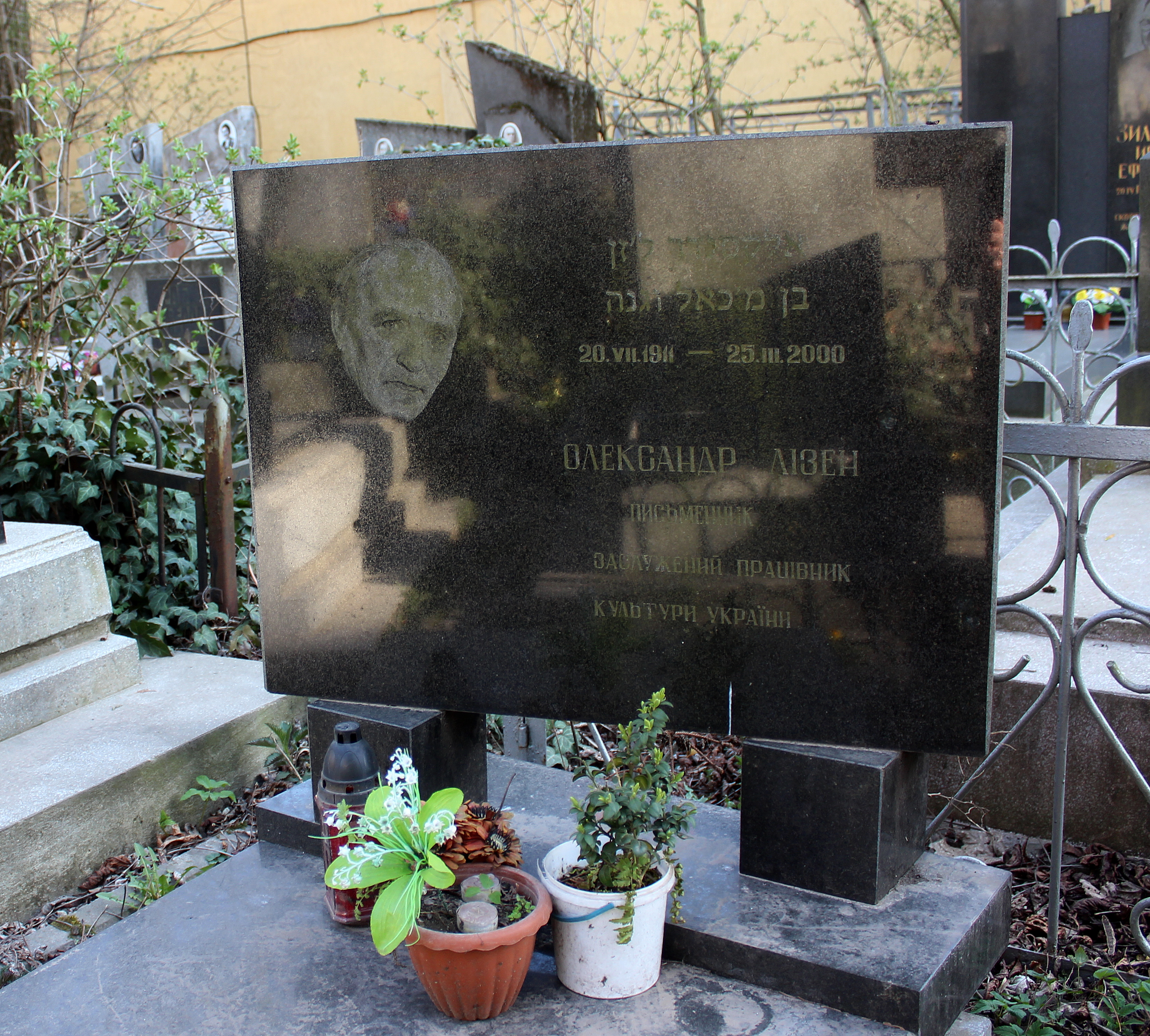

Олекса́ндр Миха́йлович Лі́зен (справжні ім'я й прізвище — Ісроел Лізенберґ, 1911, Гайдаки — 2000, Львів) — україномовний та їдишомовний письменник, член спілки письменників СРСР (1978), заслужений діяч культури України (1994).

## Життєпис
Народився в 1911 році в селі Гайдаках (нині не існує, Волочиський район) Старокостянтинівського повіту Волинської губернії. Юність пройшла у містечку Купіль (нині Волочиського району), брав активну участь, а згодом й керував юнацькою сіоністською організацією «ха-Шомер ха-Цаір». При кінці 1920-х років займався сіоністською діяльністю в Москві.
1929 року заарештований, протягом 1930—1933 років перебував в ув'язненні — у Челябінському політізоляторі, та 3 роки на засланні. Після звільнення проживав у Києві.
Учасник другої світової війни, має бойові нагороди. По закінченні війни переїздить із Києва до Львова, 1951 року екстерном закінчив торгівельно-економічний інститут.
Працював головним бухгалтером підприємств облпромради. 1988 року організував у Львові Товариство єврейської культури ім. Шолом-Алейхема.
Писав українською, російською та їдишем нариси, оповідання, літературно-критичні статті. Дебютне оповідання українською мовою вийшло друком у журналі «Жовтень». На ідиш дебютував 1970 року оповіданнями на сторінках московського журналу «דנאלמייה שיטעוואס» («Радянська батьківщина»); згодом друкував есе, нариси, новели, романи і поеми.
Переважно писав про долю мешканців єврейських містечок в Україні, життя у мирний та воєнний час, звичаї, побут, сподівання й тривоги простих людей-мешканців містечок — українців, євреїв, росіян, поляків.
Помер у Львові, похований на Янівському цвинтарі.

### Серед робіт
- збірка оповідань «Монумент» (1966)
- повість «Зелені надгробники» (1969)
- роман «Корінь добра» (1973)
- збірка повістей «Доля завжди з тобою» (1978)
- повість «Друге сонце» (1982)
- роману-балад «Даймоніон, або Життя і смерть Василя Дударя» (Львів, 1983; Київ, 1990)
- збірка повістей та оповідань «І знов прийшла весна» (1986)
- трагікомічний роман «Алхімік» (журнал «Дзвін», 1990).
- збірка нарисів «ןגיובנגער םענופ ןרילאק עלא» («Усі барви райдуги», Москва, 1984)
- збірка нарисів «סעדאלאב ןוא רעדיל :ןטאש ןוא טכיל» («Світло та тінь: вірші та балади», 1995)
- збірка нарисів «ךלמ א ןעװעג זיא לאמא» («Колись був король», 1996)
- роман «תעמא ןוא עשלאפ ,םיאיבנ» («Невіім (Пророки) справжні та фальшиві: роман та балади», 1998).